# 장승배기 종합행정타운
장승배기 종합행정타운(영어: Jangseungbaegi Administrative Town)은 서울특별시 동작구에서 추진되는 청사 이전 계획이다. 기존의 노량진동에 위치한 구청사를 상도2동의 장승배기역 인근으로 이전하는 것을 목표로 하고 있다. 더불어 동작경찰서, 동작우체국, 동작구의회, 동작구시설공단, 119안전센터를 함께 이전함으로써, 기존에 부지 인근에 존재하는 동작문화복지센터, 동작관악교육지원청과 함께 종합행정타운을 이루는 계획이다. 1883억 원이 투입되는 사업으로, 2018년 실시 계획과 기본 설계 등을 진행하고, 2021년 착공한 후, 2025년 완공할 예정이다.

## 추진 배경

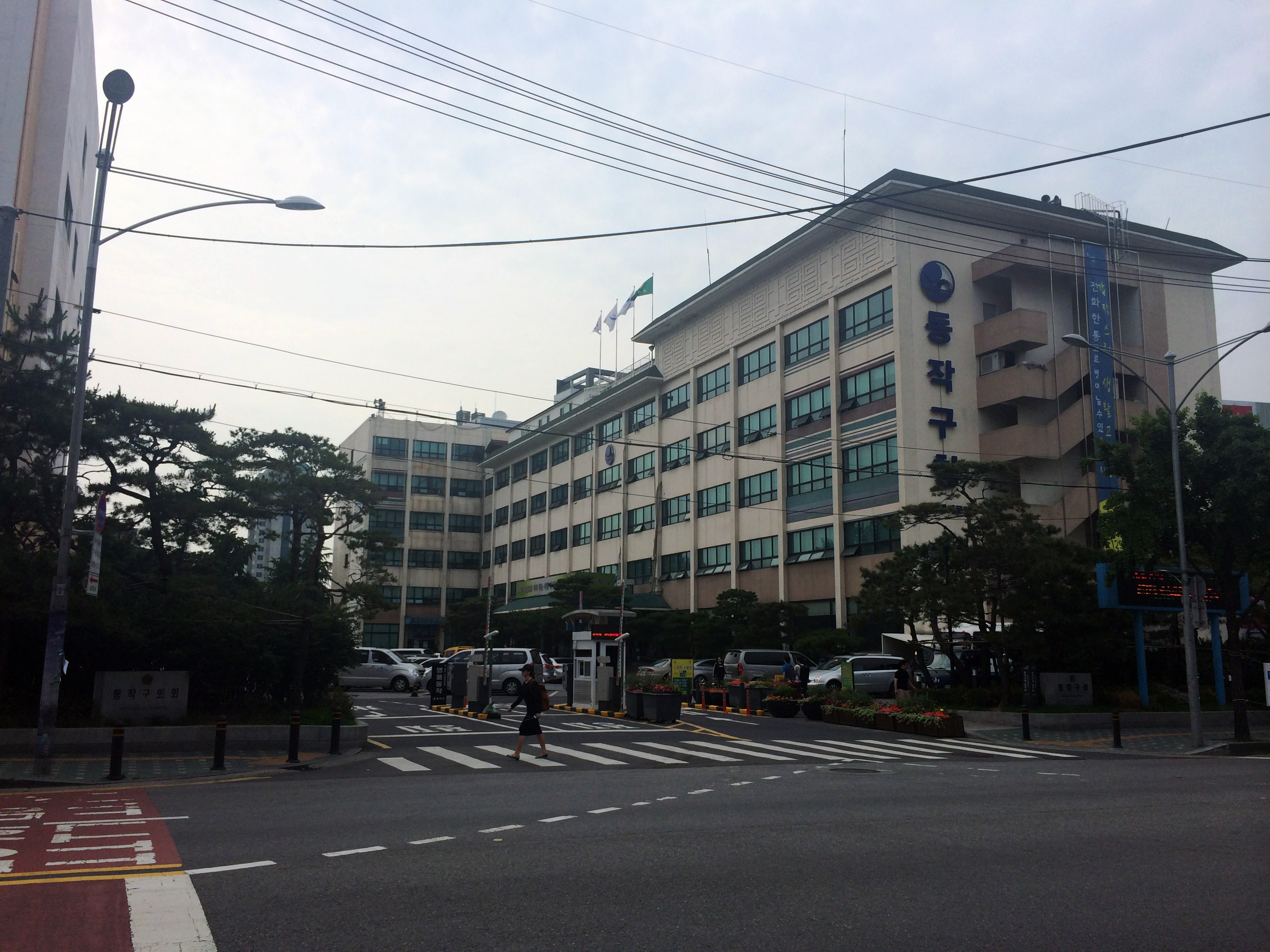
현재의 동작구청사.

1981년 준공된 현 구청사는 안전진단 D등급을 받은 낡은 건물이며, 민간건물을 빌려 쓸 정도로 공간도 비좁다. 이로 인해 구청을 옮기자는 주장은 전부터 있어 왔다. 해당 구청의 이전은 동작구의 국회의원 선거나 지방선거에서 여러 차례 공약으로 등장한 적도 있다.
노량진의 현 구청사는 지하철 1호선, 9호선의 환승역인 노량진역에 인접해 있다. 이로 인해 서울시의 자치구와 전국 기초지자체의 청사 가운데 세 번째로 비싼 용지이다. 동작구의 상업지역비율은 2.95%로 서울시 자치구 25개 중 24위에 이르는 낮은 수치이다. 더불어 동작구 상업지역의 47.6%가 노량진에 몰려 있으며, 그마저도 구청사와 서울동작경찰서가 점유하고 있는 상황이다. 반면 장승배기역 일대는 동작구의 지리적 중심지 임에도 불구하고 발전이 더뎌왔다. 특시 청사가 들어서는 '영도시장' 주변은 공실률이 70%가 넘을 정도로 슬럼화된 상태다.
이 사업은 노후화된 현 노량진 구청사와 공간 부족으로 흩어진 구청의 시설들, 동작구의회 등을 장승배기로 옮겨 분산된 행정 기능을 한데 모으고, 노량진의 현 청사 부지는 공무원 시험을 준비하는 청년들을 위한 편의 공간과 상업 시설로 개발할 예정이다. 이로써 장승배기는 행정 중심지가 되어 구민 편의와 인근 지역 발전을 돕고, 노량진 부지는 기존 상업적 기능 강화를 꾀한다. 더불어 노량진 주변지역과 연계성을 고려한 장승배기의 동반성장도 염두에 두고 있다.
2013년 한국은행의 경제통계 시스템을 통해 산출한 해당 사업의 경제적 파급효과는 생산유발효과가 연간 6908억원, 취업 유발효과가 연간 1만3824명으로 나타났다.

## 계획

국제설계공모 홍보 포스터.

이 사업은 2017년 행정자치부의 타당성 조사와 서울특별시의 투자 심사를 통과하였다. 이에 따라 사업은 계획 단계를 넘어 구체적인 시행을 앞두고 있다. 동작구는 행정타운 주변지역을 상도지구단위계획 내 특별계획구역으로 지정하고, 용도지역 변경을 시행할 계획이다.
2018년 3월 14일 한국토지주택공사(LH)와 동작구청은 청사 이전 사업의 본계약을 공식 체결했다. 그 방식은 '기부 대 양여'로, 한국토지주택공사가 먼저 재원을 투입해 장승배기에 신청사를 건립한 뒤 동작구에 기부채납하면, 동작구는 그 반대급부로 현재의 노량진 청사부지를 한국토지주택공사에 대물변제하는 방식이다.
구청은 골목의 모습을 간직한 다양한 근린생활시설을 포함하고, 열린 공간을 통해 주민을 위한 공유프로그램을 운영해 시설 공공성을 최대한 높인다는 계획이다.
부지와 맞닿아 있는 동작문화복지센터는 리모델링하여 종합행정타운에 통합하기로 했다. 또한 영도시장 부지에 들어서는 만큼 기존 상권과의 상생을 위한 관상복합청사 형식으로 지을 예정이다. 이러한 구상을 갖고 2018년 1월부터 시작한 설계공모가 5월에 이르러 마무리 되었다. 구청은 시민들의 소통에 적합한 개방성과 상생을 위한 관상 복합 실현 여부에 주안점을 두어 5개의 입상작을 가렸다. 이 중 선정한 1등 당선자에게는 기본설계 및 실시설계 용역에 대한 계약 우선 협상권이 주어진다. 그 외 입상자 4팀은 보상금을 지급된다.

## 같이 보기
- 오송보건의료행정타운